# Fundação de Ensino de Contagem
A Fundação de Ensino de Contagem (FUNEC) é uma instituição de ensino médio e técnico pública municipal brasileira, com sede em Contagem, em Minas Gerais. Além de contemplando também, o ensino, a pesquisa e a extensão, na área tecnológica e no âmbito da pesquisa aplicada.  A entrada de novos alunos é realizada por meio de processo seletivo.
A instituição também realiza concursos públicos, processos seletivos e desenvolve programas de formação continuada para trabalhadores.

## História
Após um requerimento de abertura do ensino médio no Colégio Municipal de Contagem em 1969, a FUNEC foi criada pela lei municipal número 1101 de 21/03/1973 com três unidades de ensino. Em 1991, teve sua estrutura organizacional e administrativa definida e aprovada por meio das leis municipais 2235 e 2236, sendo subordinada à Secretaria Municipal de Educação e Cultura de Contagem. Em 1996 a fundação mantinha 15 unidades.
A fundação oferece ensino médio regular e ensino médio integrado a curso técnico:
- Técnico em Química com ênfase em biotecnologia e suas aplicações;
- Técnico em Farmácia com ênfase em biotecnologia e suas aplicações;
- Técnico em Análises Clínicas com ênfase em biotecnologia e suas aplicações;
- Técnico em Informática

## Unidades da Funec (2022)
- Centec – Rua Bernardo Monteiro, 20 – Centro
- Cruzeiro do Sul – Rua Marechal Hermes da Fonseca, 214 – JK
- Inconfidentes – Praça Marília de Dirceu, 20 – Inconfidentes
- Industrial – Rua Professora Adalgisa Cândido Souza, 170 – Industrial.
- Nova Contagem – Rua VC 4, 777 – Nova Contagem
- Oitis – Rua Cinco A, 20 – Oitis
- Petrolândia – Rua Refinaria União, 194 –Petrolândia
- Ressaca – Rua Rubi, 850 – São Joaquim
- Riacho – Rua Tietê, 211 – Riacho
- Xangri-lá – Praça Belmiro de Souza, s/n – Xangri-lá